# 梅德韋 (緬因州)
梅德韋（英語：Medway）是一個位於美國緬因州佩諾布斯科特縣的鎮。

## 人口
根據2020年美國人口普查的數據，梅德韋的面積為106.55平方千米，當中陸地面積為106.19平方千米，而水域面積為0.36平方千米。當地共有人口1187人，而人口密度為每平方千米11人。